# Västergötlands runinskrifter 114
Vg 114, eller Bjärby 3, är en vikingatida runsten på Börjesgården i Töfta, Bjärby i Grästorp, Västergötland. Den är av gnejs, 2,5 meter hög, 0,6 meter bred och 0,3 meter tjock. Runhöjden är 12–14 centimeter. 
Överst till vänster är ett stort stycke bortfallet, vilket har lett till att en runa avlägsnats.
Uppmålad 1990.

## Inskriften
Translitterering av runraden:
· þuri : risþi : stin : þonsi : ift- : tuka : bruþur : sin : harþa : kuþan : trik :
Normalisering till runsvenska:
Þoriʀ ræisti stæin þannsi æft[iʀ] Toka, broður sinn, harða goðan dræng.
Översättning till nusvenska:
Tore reste denna sten efter Toke, sin broder, en mycket god ung man.